# Battleground (2016)
Battleground (2016) – gala wrestlingu, wyprodukowana przez federację WWE. Odbyła się 24 lipca 2016, w Verizon Center w Washington D.C. Była emitowana na żywo za pośrednictwem WWE Network oraz w systemie pay-per-view. Była to czwarta gala w chronologii WWE Battleground i pierwszą gala po drugim podziale WWE na brandy.

## Produkcja

### Przygotowania
Battleground oferowało walki profesjonalnego wrestlingu z udziałem różnych wrestlerów z istniejących oskryptowanych rywalizacji i storyline’ów, które są kreowane na głównych tygodniówkach WWE, Raw i SmackDown. Wrestlerzy zostali przedstawieni jako heele (negatywni, źli zawodnicy i najczęściej wrogowie publiki) i face’owie (pozytywni, dobrzy i najczęściej ulubieńcy publiki), którzy rywalizują pomiędzy sobą w seriach walk mających budować napięcie. Kulminacją rywalizacji jest walka wrestlerska lub ich seria.

### Rywalizacje

#### Dean Ambrose vs. Roman Reigns vs. Seth Rollins
Na Money in the Bank, Dean Ambrose wykorzystał wcześniej zdobytą walizkę Money in the Bank na mistrzu WWE Sethu Rollinsie tuż po tym, jak ten wygrał walkę o tytuł z Romanem Reignsem. Następnej nocy na Raw, Rollins i Reigns zmierzyli się ze sobą w starciu o miano pretendenckie do WWE World Heavyweight Championship, lecz nie udało się wyłonić zwycięzcy. Po pojedynku, na prośbę samego Ambrose'a, Współmenedżer Generalny Raw Shane McMahon ogłosił, że wszyscy trzej byli członkowie The Shield zawalczą w Triple Threat matchu o główne mistrzostwo WWE na gali Battleground. Dzień później, Roman Reigns został zawieszony na 30 dni za naruszenie programu antydopingowego federacji. 27 czerwca na Raw, Współmenedżerka Raw Stephanie McMahon postanowiła nie wycofywać Reignsa z walki wieczoru. Tej samej nocy, John Cena i A.J. Styles otrzymali szansę na dołączenie do Triple Threat matchu na gali, lecz żaden z nich nie zdołał wygrać walki kwalifikacyjnej. 18 lipca, Ambrose i Rollins zmierzyli się w starciu o WWE Championship, lecz nie udało się wyłonić zwycięzcy tego pojedynku. Shane McMahon zadecydował, że rewanż między zawodnikami odbędzie się następnego dnia, na specjalnym odcinku SmackDown. Na tymże odcinku, w wyniku WWE Draftu, Rollins i Reigns zostali członkami brandu Raw, zaś Ambrose – brandu SmackDown. Ambrose zdołał pokonać Rollinsa w walce o WWE Championship.

#### Sami Zayn vs. Kevin Owens
Na NXT TakeOver: R Evolution w grudniu 2014, Sami Zayn wygrał NXT Championship w starciu z Neville’em. Po walce, przyjaciel Zayna, Kevin Owens, najpierw pogratulował mu, a chwilę później go zaatakował. Na NXT TakeOver: Rival, Owens pokonał Zayna, zdobywając mistrzostwo NXT. Zayn zadebiutował w głównym rosterze WWE na Royal Rumble w styczniu 2016; wyeliminował Owensa z Royal Rumble matchu. Na WrestleManii 32, Zayn spowodował przegraną Owensa w 7-osobowym Ladder matchu o jego WWE Intercontinental Championship. Miesiąc później na Payback, Owens pokonał Zayna, zaś na Money in the Bank żadnemu z nich nie udało się zdobyć walizki Money in the Bank. 27 czerwca na Raw, podczas segmentu The Highlight Reel Chrisa Jericho, Zayn wyzwał Owensa na ostatnią walkę. Owens przyjął wyzwanie.

#### Natalya vs. Becky Lynch
Na Money in the Bank, Natalya i Becky Lynch przegrały starcie drużynowe. Po walce, Natalya zaatakowała swoją tag team partnerkę, przechodząc heel turn. Po kilku bójkach dwóch zawodniczek w następnych tygodniach ogłoszono, że zmierzą się one na nadchodzącym Battleground.

#### The Club vs. John Cena oraz Enzo i Cass
Na Money in the Bank, AJ Styles pokonał Johna Cenę dzięki interwencji reszty członków The Club. Następnej nocy, Styles i Luke Gallows zaatakowali Cenę podczas jego walki z Karlem Andersonem. 27 czerwca, Cena oraz Styles przeszkodzili sobie nawzajem w walkach kwalifikacyjnych do starcia o WWE Championship na Battleground. Tydzień później, The Club ponownie próbowało zaatakować Cenę, lecz tym razem w jego obronie stanęli Enzo Amore i Big Cass. Jeszcze tej samej nocy ogłoszono, że The Club zmierzy się z Ceną, Amorem i Cassem w starciu drużynowym na gali Battleground.

#### The Miz vs. Darren Young
11 lipca na odcinku Raw, Darren Young wygrał Battle Royal o miano pretendenckie do WWE Intercontinental Championship, będącego w posiadaniu The Miza.

#### Rusev vs. Zack Ryder
7 lipca na SmackDown, Zack Ryder pokonał Sheamusa, po czym wyzwał mistrza Stanów Zjednoczonych Ruseva na walkę. 11 lipca, Rusev zaatakował Rydera po jego starciu rewanżowym z Sheamusem i przyjął wyzwanie.

#### The New Day vs. The Wyatt Family
20 czerwca, mistrzowie tag team WWE, The New Day, przerwali wypowiedź powracającej frakcji The Wyatt Family. Po wymianie zdań i ciosów w następnych tygodniach ogłoszono, że dwa ugrupowania zmierzą się ze sobą w 6-Man Tag Team matchu na nadchodzącej gali.

#### Charlotte i Dana Brooke vs. Sasha Banks i jej partnerka
Po powrocie we wczesnym czerwcu, Sasha Banks wznowiła swoją rywalizację z Charlotte i jej partnerką – Daną Brooke. 20 czerwca, Banks obroniła Paige przed atakiem ze strony Charlotte i Brooke, zaś tydzień później Banks i Paige pokonały rywalki w starciu drużynowym. Przez następne tygodnie, Charlotte i Brooke próbowały sprowokować Banks. Banks pokonała Danę Brooke 11 lipca na Raw oraz 14 lipca na SmackDown. Tej samej nocy zapowiedziano walkę drużynową między Charlotte i Brooke a Banks i partnerką jej wyboru.

## Wyniki walk
| Nr                                                                   | Wyniki | Stypulacje                                        |
| -------------------------------------------------------------------- | --- | ------------------------------------------------- |
| 1P                                                                   | Breezango (Tyler Breeze i Fandango) pokonało The Usos                                                                  | Tag Team match                                    |
| 2                                                                    | Sasha Banks i Bayley pokonały Charlotte i Danę Brooke                                                                  | Tag Team match                                    |
| 3                                                                    | The Wyatt Family (Bray Wyatt, Erick Rowan i Braun Strowman) pokonało The New Day (Kofi Kingston, Big E i Xavier Woods) | Six-Man Tag Team match                            |
| 4                                                                    | Sami Zayn pokonał Kevina Owensa                                                                                        | Singles match                                     |
| 5                                                                    | Natalya pokonała Becky Lynch                                                                                           | Singles match                                     |
| 6                                                                    | Rusev (c) pokonał Zacka Rydera                                                                                         | Singles match o WWE United States Championship    |
| 7                                                                    | The Miz (c) vs. Darren Young zakończyło się no-contestem (podwójne wyliczenie pozaringowe)                             | Singles match o WWE Intercontinental Championship |
| 8                                                                    | John Cena, Enzo Amore i Big Cass pokonali The Club (AJ Styles, Karl Anderson i Luke Gallows)                           | Six-Man Tag Team match                            |
| 9                                                                    | Dean Ambrose (c) pokonał Romana Reignsa i Setha Rollinsa                                                               | Triple Threat match o WWE Championship            |
| (c) – mistrz/mistrzyni przed walkąP – walka miała miejsce w pre-show | |                                                   |